# Matthieu Lièvremont
Matthieu Lièvremont (Perpignano, 6 novembre 1975) è un rugbista a 15 francese, nella stagione 2008/09 flanker del Dax.

## Biografia
Fratello minore di Marc e Thomas Lièvremont, anch'essi rugbisti professionisti e già internazionali, nonché di Claire, rugbista campionessa di Francia nel 2005, crebbe nel Perpignano, con il quale militò fino al 1998; al Tolosa da quell'anno, si laureò campione di Francia al termine della stagione successiva; nel 2001 all'Agen, rappresentò a livello internazionale il suo Paese nella selezione A.
Nel 2007 si trasferì al Dax insieme al fratello Thomas, quest'ultimo proveniente dal Biarritz, entrambi ivi chiamati da Marc, che nel frattempo aveva intrapreso la carriera tecnica.
Nel Dax non ebbe mai modo di essere schierato dal fratello perché quest'ultimo, dopo la Coppa del Mondo di rugby 2007, fu designato dalla Federazione commissario tecnico della Nazionale francese.
Complice la penuria di titolari dovuta alle concomitanti semifinali del Top 14 2007/08 con il tour francese nell'Emisfero Sud di giugno, Matthieu Lièvremont fu convocato dal fratello Marc ed esordì a 32 anni in Nazionale maggiore, disputando due test match contro l'Australia; inoltre, con il passaggio dell'altro fratello Thomas dal campo di gioco alla panchina del Dax, nel volgere di pochi mesi Matthieu è stato a disposizione di entrambi i fratelli maggiori.

## Palmarès
- Campionati francesi: 1
Tolosa: 1998-99